# Guilty Gear Petit
Guilty Gear Petit (ギルティギア プチ, Giruti Gia Puchi) foi o primeiro jogo da série Guilty Gear a ser lançado para uma plataforma portátil. Ele é seguido de Guilty Gear Petit 2. Bem semelhante ao Pocket Fighter (da Capcom), os personagens vêm com uma versão super deformada deles. É também notável a inclusão da personagem Fanny, que só participa dos dois jogos Petit da série. O jogo foi lançado somente para o Japão.

## História
A história de Guilty Gear Petit se passa no século XXII. Cientistas desenvolveram uma nova técnica que permitia fundir o DNA de humanos com o de animais, produzino criaturas poderosas chamadas "Gears". Os personagens do jogo participam de um torneio, tendo o vencedor enfrentando um gear que saiu de controle e que começou uma rebelião contra os humanos.

## Personagens jogáveis
O jogo possui 7 personagens jogáveis, sendo 6 de outros jogos da série e a 7ª a original desta sub-série: Fanny.
- Sol Badguy
- Ky Kiske
- Millia Rage
- May
- Potemkin
- Jam Kuradoberi
- Fanny

## Recepção na mídia
O jogo não é muito conhecido e não foi muito jogado pelos fãs da série pelo fato de ele ter sido lançado para somente o Japão, tendo que os fãs não japoneses tivessem que recorrer à pirataria e afins para acessá-lo. Com isso, os usuários da GameSpot deram uma nota de 7,5/10 para o jogo. Também foi considerado que o que se tinha para aprender no jogo (em questão de golpes, combos, sequências, etc) era muito pouco, além da dificuldade, mesmo quando escolhida o nível mais difícil, ser fácil além da conta.